# Georg Zapf
Georg Zapf (* vor 1596; † nach 1605) war ein deutscher Baumeister aus Marktleuthen.
1596 schuf er in Kirchenlamitz einen Erweiterungsbau der dortigen Pfarrkirche. Dieser Anbau war „ein auf ein Säule gestelltes und mit 4 Kreuzen geschlossenes Gewölbe“. Der Name von Georg Zapf war auf der Hauptsäule graviert.
1605 besserte er das schadhafte Rautengewölbe im Chor der Kirche von Rehau aus.